# Дирлик, Ариф
Ариф Дирлик (англ. Arif Dirlik; 23 ноября 1940, Мерсин — 1 декабря 2017, Юджин, Орегон) — американский историк турецкого происхождения. Публиковал статьи по историографии и политической идеологии в современном Китае, а также по вопросам современности, глобализации и постколониальной критики. Дирлик получил степень бакалавра электротехники в Роберт-колледже в Стамбуле в 1964 году и докторскую степень по истории в Рочестерском университете в 1973 году.

## Биография
Дирлик получил степень бакалавра инженерных наук и приехал в Соединенные Штаты, чтобы обучаться в Рочестерском университете. Находясь в США, проявил интерес к истории Китая. Его докторская диссертация о происхождении марксистской историографии в Китае, опубликованная издательством Калифорнийского университета в 1978 году, привела к интересу к китайскому анархизму. Когда в 1997 году его попросили назвать основные факторы, оказавшие влияние на его творчество, Дирлик сослался на Маркса, Мао и Достоевского.
Дирлик преподавал в Университете Дьюка в течение тридцати лет в качестве профессора истории и антропологии, а затем в 2001 году перешел в Университет Орегона, где занимал должности рыцарского профессора социальных наук, профессора истории и антропологии и директора Центра критической теории и транснациональных исследований до его выхода на пенсию в 2006 году. Он также работал приглашенным профессором в Университете Британской Колумбии, Университете Виктории, Калифорнийском университете в Лос-Анджелесе, Высшей школе социальных наук в Париже, Гонконгском университете науки и технологий и Американском Университете Сока. Был удостоен звания выдающегося адъюнкт-профессора в Центре марксистской социальной теории Нанкинского университета, Пекинском университете языка и культуры и Северо-Западном университете национальностей в Ланьчжоу.
Дирлик входил в редакционные коллегии журналов «Boundary 2», «Interventions» (Великобритания), «China Review» (Гонконг), «Asian Studies Review» (Австралия), «China Information» (Нидерланды), «China Scholarship» (Пекин), «Cultural Studies» (Пекин), «Inter-Asia Cultural Studies» (Тайвань и Сингапур), «Norwegian Journal of Migration Research», «Asian Review of World Histories» (Южная Корея), «Research on Marxist Aesthetics» (Нанкин), «Register of Critical Theory of Society» (Нанкин), «International Critical Thought» (Пекин), «Pasaj» (Отрывки из литературы) (Стамбул) и «Contemporary Chinese Political Economy and Strategic Relations: An International Journal» (Малайзия). Он был редактором серии из двух книг «Исследования глобальной современности» (SUNY Press), а также соредактором серии переводов видных китайских интеллектуалов, опубликованных издательством Brill Publishers в Нидерландах. Произведения Дирлика переведены на китайский, японский, корейский, турецкий, болгарский, французский, немецкий и португальский языки.
После официального выхода на пенсию Дирлик жил в Юджине, штат Орегон. Осенью 2010 года он стал почетным приглашенным профессором Мемориала Лян Цичао в Университете Цинхуа в Пекине. Осенью 2011 года он возглавил кафедру демократии Раджни Котари в Центре изучения развивающихся обществ в Дели, Индия. В феврале 2016 года он занимал краткосрочную должность зеленого профессора (Green Professor) в Университете Британской Колумбии.

## Критика
Дирлик критиковал «Пекинский консенсус», который представлял модель экономического развития Китая как альтернативу Вашингтонскому консенсусу, особенно для развивающихся стран. Дирлик утверждал, что эта модель развития игнорирует тот факт, что «эксплуатация китайской рабочей силы зарубежными странами была важной частью развития Китая».
Отчет Джерри Бентли за 2005 год в журнале World History представляет собой убедительное изложение критики Дирлика в этой области и его собственного несогласия.